# Helen Muir
Isabella Helen Mary Muir, aussi connue sous le nom de Helen Muir, est une biochimiste britannique née le 20 août 1920 et morte le 28 novembre 2005. Chercheuse en rhumatologie, directrice du Kennedy Institute of Rheumatology (Londres), elle a effectué des travaux pionniers et influents sur les causes de l'arthrose.

## Biographie et carrière
Helen Muir naît en Inde le 20 août 1920. Elle est la fille de G.B.F. (Basil) Muir et de Gladys Helen Mary. Elle passe les dix premières années de sa vie en Inde. À son arrivée en Europe en 1930, Muir n'a aucune éducation formelle et a été éduquée exclusivement par sa mère. À l'âge de 10 ans, elle commence ses études dans un pensionnat de Montreux, en Suisse, et à la Downe House dans le Berkshire, en Angleterre. Elle commence à fréquenter le Somerville College à Oxford en 1940, avec l'intention d'étudier la médecine. Cependant, sous l'influence de sa tutrice Dorothy Hodgkin, elle s'oriente plutôt vers la chimie. Elle reçoit son baccalauréat (deuxième classe) en 1944, puis son doctorat en 1947 pour une thèse sur la synthèse chimique de la pénicilline. À cette époque, durant la Seconde Guerre mondiale, l'approvisionnement en pénicilline est critique pour  lutter contre les infections.
L'année suivant l'obtention de son doctorat, elle travaille comme chercheuse à la Sir William Dunn School of Pathology (institut spécialisé en pathologie) à l'Université d'Oxford. Albert Neuberger l'embauche ensuite dans un  groupe nouvellement formé au sein de la division biochimique du National Institute for Medical Research, et elle déménage en banlieue de Londres en 1949. Sous Neuberger, la recherche de Muir se porte désormais sur la biologie et l'origine de la biosynthèse de l'hème. Muir publie ses premiers articles importants avec Neuberger dans le Biochemical Journal en 1949 et 1950, sur la biogenèse des porphyrines. Ce travail initial conduit Muir à s'intéresser au collagène et aux tissus conjonctifs humains. Elle reçoit une bourse Empire Rheumatism Fellowship, assorti d'un espace de travail à la St. Mary's Medical School de Londres. Pendant la majeure partie de sa carrière, Muir travaille au Kennedy Institute of Rheumatology à Hammersmith, le premier institut spécialisé en rhumatologie au monde. Elle est recrutée pour diriger une division de recherche au Kennedy Institute en 1966. Pendant son séjour à l'Institut, elle publie des articles dans les journaux Biochemical Journal et Nature,. Elle devient directrice de l'Institut en 1977, la même année où, avec quelques rares autres chercheuses, elle est nommée membre de la Royal Society,,,. Le groupe de Muir au Kennedy Institute s'emploie à la découverte de la structure et des fonctions des protéoglycanes, des protéines qui constituent une grande partie du cartilage. On lui attribue en grande partie la découverte et l'exploration des multiples causes de l'arthrose et la mise en lumière des causes biochimiques de cette maladie, qui étaient auparavant considérées comme sans intérêt. Plus précisément, ses travaux établissent que cette maladie n'est pas la conséquence inévitable du vieillissement, mais plutôt une pathologie à part entière, engendrée par des facteurs génétiques et environnementaux. Muir prend sa retraite du Kennedy Institute en 1990.
Elle se retire dans le Yorkshire, où son intérêt pour la science et la médecine reste intact. Elle dote sa maison de panneaux solaires et travaille pour préserver les habitats de la faune locale. Après une lutte de plusieurs années contre le cancer du sein, elle meurt le 28 novembre 2005 dans sa maison près de Bedale, dans le Yorkshire. Helen Muir, décrite comme une « rousse impétueuse » (fiery redhead), ne s'est jamais mariée.